# Sonea: Die Hüterin
Sonea: Die Hüterin (engl. Originaltitel: The Ambassador′s Mission) ist ein Fantasyroman von Trudi Canavan. Er gehört zu Canavans Trilogie über die Phantasiewelt Kyralia und ist eine Fortsetzung der Trilogie Die Gilde der Schwarzen Magier.

## Handlung
Zwanzig Jahre nach dem Einfall der Ichani in Kyralia hat sich einiges in der Gilde verändert. Magiebegabte aus niederen Schichten der kyralischen Gesellschaft können nun in der Gilde aufgenommen werden, und Sonea hat es geschafft, dass die Hospitäler, die sie in den ehemaligen Hüttenvierteln eröffnet hat, allgemein anerkannt sind. Die jährliche Säuberung, die im Winter in Imardin stattfand, wurde eingestellt. Allerdings sind auch neue Probleme entstanden, so zum Beispiel ein konstanter Machtkampf zwischen den Mitgliedern der Gilde, die aus den Häusern stammen und jenen, die einen sozial niedrigeren Hintergrund haben. Auch ist das alte Bündnis zwischen den Dieben auseinandergebrochen, seit es nicht mehr durch die Säuberung zusammengehalten wird.
Soneas Sohn Lord Lorkin will Lord Dannyl als Assistent nach Sachaka begleiten, wo dieser seine neue Position als Botschafter antreten wird. Sonea hat Angst, Lorkin könne dort in großer Gefahr sein, da die Familien der Ichani, die bei dem Einfall in Kyralia gestorben waren, möglicherweise an ihm Rache nehmen wollten. Außerdem befürchtet sie, dass einige der Sachakaner daran Anstoß nehmen könnten, dass Lorkin der Sohn des schwarzen Magiers Akkarin ist, der während der Invasion selbst viele sachakanische Schwarzmagier getötet hat. Sie versucht zu verhindern, dass Lorkin von der Gilde entsandt wird, scheitert allerdings, da der vorherige Botschafter keine besondere Gefahr für Lorkin sieht.
Auch für Dannyl ist es keine einfache Entscheidung, nach Sachaka zu gehen, da dies für ihn eine Trennung von seinem Lebensgefährten Tayend bedeutet. Dieser kann ihn nicht nach Sachaka begleiten, da er keine Magie beherrscht, und so von den Sachakanern als nicht viel mehr als ein Sklave angesehen würde. 
In Sachaka sucht Dannyl nach geschichtlichen Hinweisen auf die Entstehung des Sachakanischen Ödlands, während Lorkin eher daran interessiert ist, eine Alternative zur schwarzen Magie zu finden. Als Lorkin tatsächlich verschwindet, versucht Botschafter Dannyl ihn mit Hilfe des Beraters des Sachakanischen Königs, Ashaki Achati zu finden. Dabei findet er heraus, dass es in Sachaka eine weitere mächtige Gruppe von Schwarzmagiern gibt, „Die Verräterinnen“, die in einem geheimen Versteck in den Bergen leben und von dort aus beträchtlichen Einfluss auf das politische Geschehen Sachakas haben können. Diese sind sich allerdings nicht einig, was Lorkin angeht. Ein Teil von ihnen will ihn tot sehen, um sich so an einem gebrochenen Versprechen seines Vaters zu rächen, ein anderer Teil versucht ihn zu retten.
Währenddessen treibt in Imardin schon seit einigen Jahren ein Mörder sein Unwesen, der von vielen „Der Jäger der Diebe“ genannt wird, da lediglich Diebe zu seinen Opfern zählen. Als auch Cerys Familie ermordet wird, beginnt dieser zu recherchieren. Als er herausfindet, dass eine wilde Magierin in den ärmeren Bezirken – und damit im Territorium der Diebe – umherstreift, entscheidet er sich, mit Skellin, einem jungen fremdländischen Dieb, zusammenzuarbeiten. Dieser verlangt von Cery, ihn mit Hinweisen auf den Jäger der Diebe zu versorgen und durch vereinte Nachforschungen kann Skellin schon bald die wilde Magierin ausfindig machen und ihr eine Falle stellen. Cery bittet Sonea darum, ihnen bei der Festsetzung der Magierin zu helfen und diese erhält unerwartete Unterstützung von Lord Regin. Sonea gelingt es schließlich, sogar zwei wilde Magierinnen zu fangen und sie in die Gilde zu bringen.
In Sachaka verfolgen Botschafter Dannyl und Ashaki Achati weiter Lorkin. Da Lorkin sich entschieden hat, mit „den Verräterinnen“ zusammenzuarbeiten, arrangiert er mithilfe der Gruppe ein Treffen mit Botschafter Dannyl, um ihm dies zu erklären. Außerdem erklärt er es mit Hilfe eines Blutrings, welchen sie ihm heimlich zugesteckt hatte, seiner Mutter Sonea. Nach dem Treffen mit Dannyl gibt Lorkin ihm den Blutring, damit ihm der Ring nicht von den „Verräterinnen“ abgenommen wird.
Bei den „Verräterrinnen“ ist Lorkin als Heiler tätig und hofft dadurch das Versprechen des ehemaligen Hohen Lords Akkarin einzulösen.
In der Zwischenzeit werden die beiden wilden Magierinnen in der Gilde durch das Lesen ihrer Gedanken verhört und es stellt sich heraus, dass lediglich eine der beiden tatsächlich eine wilde Magierin ist und dass das andere Mädchen lediglich ein Ablenkungsmanöver sein sollte. Hinter der Tat steckt Skellin, dessen Mutter die wilde Magierin ist, die sich nun in den Händen der Gilde befindet. Durch das Erforschen ihrer Gedanken kommt zutage, dass Skellin und seine Mutter aus einem Land stammen, in dem magiebegabte Menschen verfolgt werden. Sie ließen sich in Kyralia nieder, wo Skellin die Kräfte seiner Mutter nutzte, um seine Rivalen unter den Dieben nach und nach auszuschalten. Die Gilde erfährt außerdem, dass Skellin selbst ein Magier ist, der seine Kräfte bisher verborgen gehalten hat. Die Gilde wie auch Cery setzen nun alles daran, Skellin, den wilden Magier, aufzuspüren.

## Fortsetzung
Im Mai 2011 erschien die Fortsetzung Sonea: Die Heilerin (engl. Originaltitel: The Traitor Spy 2: The Rogue).

## Rezeption
In Deutschland erreichte das Buch Platz 6 der Spiegel- und Platz 4 der Stern-Bestsellerliste. In der Schweiz erreichte das Buch Platz 9.